# Țakonița, Vrața
Țakonița (în bulgară Цаконица) este un sat în comuna Mezdra, regiunea Vrața,  Bulgaria. 

## Demografie
Componența etnică a satului Țakonița
     Bulgari (97%)
     Romi (3%)
     Nicio identificare (0%)
     Altele (0%)
La recensământul din 2011, populația satului Țakonița era de 100 locuitori. Din punct de vedere etnic, majoritatea locuitorilor (97%) erau bulgari, cu o minoritate de romi (3%). Pentru 0% din locuitori nu este cunoscută apartenența etnică.